# Deepcentral
Deepcentral è un duo musicale rumeno formatosi nel 2008. È formato dal DJ George Călin e dal cantante Doru Todoruț.

## Storia del gruppo
Sono saliti alla ribalta con il secondo album in studio O stea, uscito nel 2013 per mezzo della divisione rumena della Universal Music Group e vincitore di un Romanian Music Award, che ha prodotto la hit In Love, che si è imposta al numero uno nella Romanian Top 100 e nella top five bulgara. Il successo conquistato nel corso del 2010 ha valso al duo una candidatura nella categoria Best Romanian Act agli MTV Europe Music Awards, nomination per la quale hanno perso nei confronti di Inna.
Tra maggio e giugno 2015 si è snodata la loro prima tournée nazionale, che ha attraversato svariate città rumene. L'anno successivo hanno inciso con Delia Gura ta; anch'esso divenuto un successo, poiché ha vinto in due occasioni sia agli Media Music Award sia nell'ambito del Premiile muzicale Radio România.

## Discografia

### Album in studio
- 2009 – Deepcentral
- 2013 – O stea

### Singoli
- 2008 – Cry It Away
- 2010 – My Beautiful One (con Xonia)
- 2013 – Sus pana la cer
- 2014 – Hey Girl (Dreaming of Moscow)
- 2014 – #Dragosteainvinge
- 2015 – Noapte albă
- 2016 – Ochi de copil
- 2016 – Unde esti? (con Loredana)
- 2016 – Dependent
- 2017 – Lacrima mea

### Collaborazioni
- 2016 – Gura ta (Delia feat. Deepcentral)